# Bokonikaiaru
Bokonikaiaru ist ein Motu des Ailinginae-Atolls der pazifischen Inselrepublik Marshallinseln.

## Geographie
Bokonikaiaru liegt am Nordwestende des Ailinginae-Atolls. Die Insel ist unbewohnt und seit dem Kernwaffentest der Bravo-Bombe atomar verseucht. Die nächste namhafte Insel im Süden ist Sifo am südlichen Riffsaum.